# Pirou
Pirou és un municipi francès situat al departament de la Manche i a la regió de Normandia. L'any 2007 tenia 1.598 habitants.

## Demografia

### Població
El 2007 la població de fet de Pirou era de 1.598 persones. Hi havia 712 famílies de les quals 228 eren unipersonals (116 homes vivint sols i 112 dones vivint soles), 268 parelles sense fills, 176 parelles amb fills i 40 famílies monoparentals amb fills.
La població ha evolucionat segons el següent gràfic:
Habitants censats

### Habitatges
El 2007 hi havia 1.656 habitatges, 724 eren l'habitatge principal de la família, 885 eren segones residències i 47 estaven desocupats. 1.555 eren cases i 42 eren apartaments. Dels 724 habitatges principals, 545 estaven ocupats pels seus propietaris, 167 estaven llogats i ocupats pels llogaters i 12 estaven cedits a títol gratuït; 12 tenien una cambra, 58 en tenien dues, 141 en tenien tres, 205 en tenien quatre i 308 en tenien cinc o més. 547 habitatges disposaven pel capbaix d'una plaça de pàrquing. A 369 habitatges hi havia un automòbil i a 277 n'hi havia dos o més.

### Piràmide de població
La piràmide de població per edats i sexe el 2009 era:
| Homes | Edats   | Dones |
| ----- | ------- | ----- |
| 0     | 95 o +  | 0     |
| 4     | 90 a 94 | 16    |
| 8     | 85 a 89 | 20    |
| 16    | 80 a 84 | 8     |
| 60    | 75 a 79 | 44    |
| 40    | 70 a 74 | 76    |
| 40    | 65 a 69 | 68    |
| 40    | 60 a 64 | 44    |
| 40    | 55 a 59 | 40    |
| 56    | 50 a 54 | 68    |
| 48    | 45 a 49 | 36    |
| 44    | 40 a 44 | 20    |
| 32    | 35 a 39 | 32    |
| 28    | 30 a 34 | 44    |
| 40    | 25 a 29 | 32    |
| 20    | 20 a 24 | 24    |
| 24    | 15 a 19 | 28    |
| 24    | 10 a 14 | 44    |
| 24    | 5 a 9   | 20    |
| 28    | 0 a 4   | 8     |

## Economia
El 2007 la població en edat de treballar era de 960 persones, 645 eren actives i 315 eren inactives. De les 645 persones actives 591 estaven ocupades (325 homes i 266 dones) i 54 estaven aturades (27 homes i 27 dones). De les 315 persones inactives 163 estaven jubilades, 63 estaven estudiant i 89 estaven classificades com a «altres inactius».

### Ingressos
El 2009 a Pirou hi havia 739 unitats fiscals que integraven 1.623,5 persones, la mediana anual d'ingressos fiscals per persona era de 16.011 €.

### Activitats econòmiques
Dels 69 establiments que hi havia el 2007, 1 era d'una empresa extractiva, 2 d'empreses alimentàries, 1 d'una empresa de fabricació d'elements pel transport, 1 d'una empresa de fabricació d'altres productes industrials, 11 d'empreses de construcció, 26 d'empreses de comerç i reparació d'automòbils, 3 d'empreses de transport, 11 d'empreses d'hostatgeria i restauració, 2 d'empreses immobiliàries, 3 d'empreses de serveis, 3 d'entitats de l'administració pública i 5 d'empreses classificades com a «altres activitats de serveis».
Dels 24 establiments de servei als particulars que hi havia el 2009, 1 era una oficina de correu, 2 tallers de reparació d'automòbils i de material agrícola, 2 paletes, 1 guixaire pintor, 2 lampisteries, 3 electricistes, 2 perruqueries, 9 restaurants, 1 agència immobiliària i 1 tintoreria.
Dels 10 establiments comercials que hi havia el 2009, 2 eren fleques, 3 carnisseries, 2 peixateries, 1 una botiga d'electrodomèstics, 1 una botiga de mobles i 1 una joieria.
L'any 2000 a Pirou hi havia 27 explotacions agrícoles que ocupaven un total de 1.152 hectàrees.

## Equipaments sanitaris i escolars
El 2009 hi havia una escola elemental.

## Poblacions més properes
El següent diagrama mostra les poblacions més properes.